# Alissa White-Gluz
Alissa White-Gluz (Montreal, 31 de julho de 1985) é uma cantora e compositora nascida no Canadá, vocalista da banda sueca de death metal melódico Arch Enemy, desde 2014.

## Biografia
Alissa foi uma das fundadoras da banda canadense The Tempest que depois mudou de nome para The Agonist, em  2004. Em 2014, foi convidada a integrar a banda sueca Arch Enemy pela própria ex-vocalista, Angela Gossow, que se manteve no Arch Enemy como manager (Pessoa que dirige uma empresa).
É reconhecida no mundo do Metal por ser uma das poucas mulheres que usa vocal gutural como estilo predominante, sendo este mais usado por vocalistas masculinos.
Segue a ética vegan, que se rege por acções contra a exploração dos animais e do meio ambiente por meio da agropecuária. É ainda seguidora de um estilo de vida straight edge, que se rege pelo não consumo de drogas, tabaco e álcool.
No final de 2016 anuncia que está a trabalhar em um álbum solo, no qual abordará outros estilos e uma voz mais limpa.

## Discografia

### ComArch Enemy

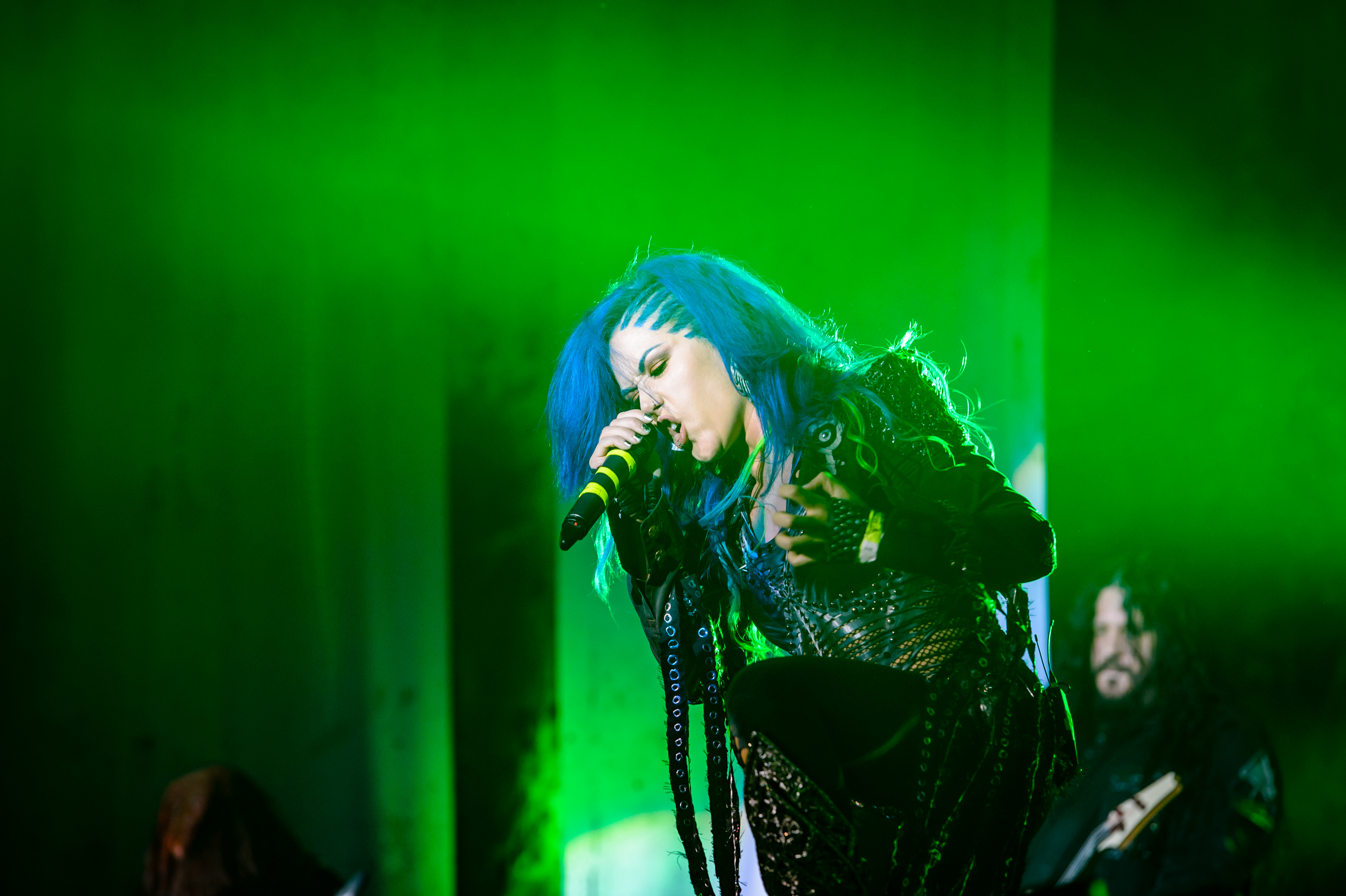
Alissa em 2016

- War Eternal - (2014)
- Stolen Life (2015, EP)
- Will To Power - (2017)
- Covered In Blood (2019)
- Deceivers (2022)

### ComThe Agonist
- Once Only Imagined - (2007)
- Lullabies for the Dormant Mind - (2009)
- Prisoners - (2012)

### Participações
- Kamelot - Faixa "Sacrimony (Angel of Afterlife)" do álbum Silverthorn - (2012)
- Kamelot - Faixa "Liar Liar" e "Revolution" do álbum Haven - (2015)
- Delain - Faixa "The Tragedy of the Commons" do álbum The Human Contradiction - (2014)
- Delain - Faixa "Hands Of Gold" do álbum Moonbathers - (2016)
- Tarja Turunen - Faixa "Demons In You" do álbum The Shadow Self - (2016)
- Angra - Faixa "Black Widow's Web" do álbum Ømni (2018)
- Carnifex - Faixa "No Light Shall Save Us" do álbum World War X - (2019)

## Activismo
Alissa é uma forte activista pelos direitos dos animais, pelo que procura boicotar tudo o que possa considerar violência contra os mesmos, incluindo o boicote a zoos e a circos. Segue uma ética vegan desde os 13 anos, pelo que não come, nem usa nenhum produto de origem animal ou que seja produzido através da exploração dos animais. Recebeu um Libby award, atribuído pela PETA, pelo seu trabalho e campanhas contra a caça das baleias canadianas. Rejeita tudo o que implique a violência, mesmo contra si própria, seguindo uma vida straight edge, recusando o consumo de tabaco, drogas e álcool. É também activista pelas causas do ambiente, pelo que evita produtos que tenham sido obtidos por indústrias agressivas, mesmo em relação à exploração laboral, como na produção do café e vestuário.